# 3708 소쿠스
3708 소쿠스(3708 Socus)는 임시명이 1974 FV1이며 트로이 측의 목성 트로이군 소행성이다. 2021년 5월까지 명명이 되지 않아서 이때까지 명명되지 않는 소행성체 중에서 가장 번호가 낮은 소행성체였다. 이때 목성 트로이군에 속하는 4035 테스토르(4035 Thestor)와 4489 드라키우스(4489 Dracius), 4715 메데시카스테(4715 Medesicaste)도 명명되어,  5000번 미만에서 명명되지 않은 소행성체는 (4596) 1981 QB, (4688) 1980 WF, (4835) 1989 BQ, (4953) 1990 MU밖에 남지 않게 되었다.